# Грипич Костянтин Миколайович
Костянтин Миколайович Гри́пич (нар. 4 березня 1906, Богодухів — пом. ?) — український радянський живописець; член Спілки радянських художників України

## Біографія
Народився 4 березня 1906 року в місті Богодухові (нині Харківська область, Україна). 1931 року закінчив Харківський художній інститут, де навчався зокрема у Анатолія Петрицького, Миколи Бурачека, Семена Прохорова, Михайла Шаронова, Івана Северина.
Брав участь у німецько-радянській війні. Член ВКП(б) з 1947 року. Жив у Києві в будинку на вулиці Пушкінській, № 11, квартира № 4.

## Творчість
Працював у галузі станкового живопису. Серед робіт:
- «Дніпровська гребля» (1932);
- «З роботи» (1935);
- «Піонери на охороні врожаю» (1937);
- «Домни» (1947);
- «Ранок на Дніпрі» (1958).

Брав участь у республіканських виставках з 1931 року. 